# Tequila Siete Leguas
Tequila Siete Leguas ist ein Tequila aus dem gleichnamigen Hause (Casa 7 Leguas) mit Sitz in Atotonilco El Alto, Jalisco. Die Brennerei produziert den gleichnamigen Tequila in den Sorten Blanco, Reposado, Añejo und D'Antaño.

## Geschichte
Der Gründer des Casa Siete Leguas, Ignacio González Vargas, war ein glühender Verehrer des nordmexikanischen Revolutionärs Pancho Villa. Daher benannte er die von ihm 1952 gegründete Tequilera sowie das erste Produkt aus dieser Destillerie nach dem Lieblingspferd Villas. Der Name stammt von der veralteten – und ursprünglich aus Spanien importierten – Maßeinheit Legua, die in Mexiko einer Länge von 4.190 Metern entsprach.

## Erläuterungen
1. ↑  Lediglich ein anderer Begriff für die ansonsten unter der Bezeichnung extra-añejo ausgewiesenen Tequilas mit mindestens dreijähriger Lagerung; der Tequila 7 Leguas D'Antaño wird fünf Jahre lang in einem Eichenfass gelagert.